# البيضة الكونية

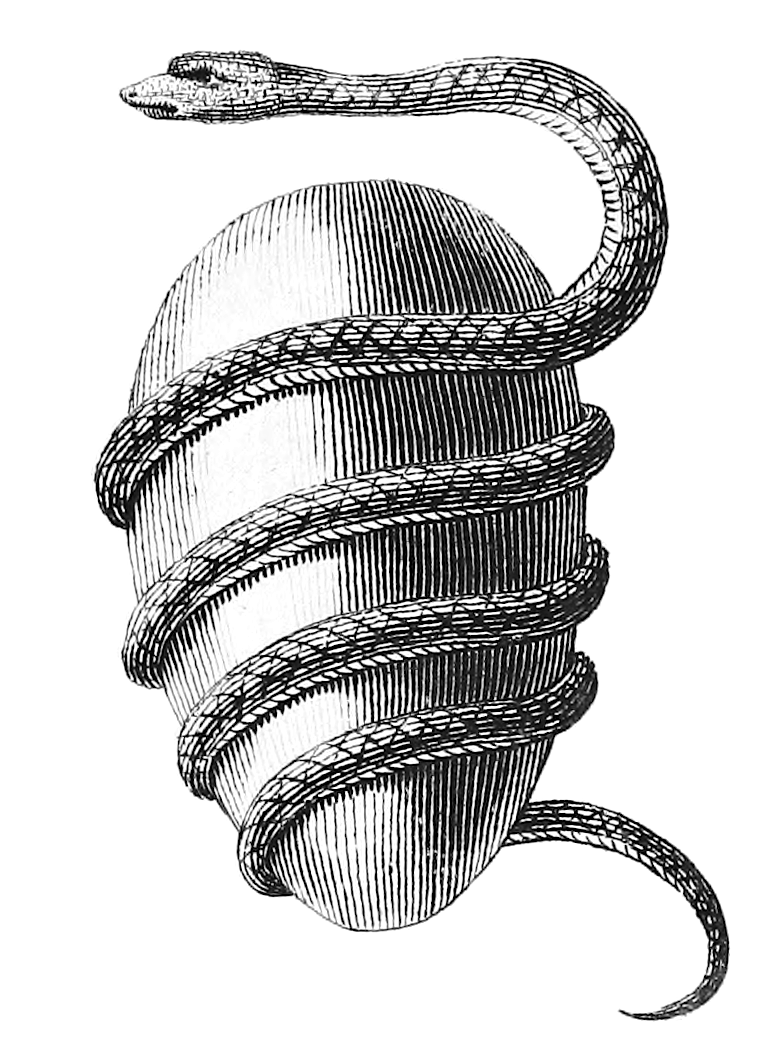
رسم تخيلي للبيضة الكونية بريشة جيكوب براينت (1774)

البيضة الكونية (بالإنجليزية: World egg)‏ أو البيضة الدنيوية هي عبارة لغوية أسطورية وردت في أسطورة الخلق (وهي أسطورة في الوثنيات فقط) في العديد من الثقافات والحضارات، البيضة الكونية هي بداية الكون أو البداية التي أخذ فيها الكون البدائي حيز الوجود من خلال «التفريخ» من البيض، والمزيد في بعض الأحيان على المياه البدائية للأرض.
في البداية كانت نيكس (الليل) طائر ذو أجنحة سوداء، وضعت نيكس بيضة مخصبة من أيثر (الهواء) . خرج من هذه البيضة إيروسEros
(إله الحب والرغبة)
المجنح بأجنحة ذهبية
في قصة أخرى كانت البيضة في الفوضى كاوس (حالة البداية غير المعينة وبالتالي غير الواضحة) محاطة بالظلام (ايريبوس) (في حضن الظلام الذي كان عاملا من عوامل الفوضى والعدم) .
في البيضة صار أوكيانوس (حسب هومر إله النهر وأصل الآلهة) وصارت ثيتيس إلهة البحر Tethys
ولهما ولد 3000 ذكر (نهر) و3000 أنثى
حسب هيسيود كن 40 فقط وكانت أفروديت (إلهة الحب) واحدة منهن.
هناك قصة أخرى للتكوين في الميثولوجيا الإغريقية :
تحكي أنه في البداية كانت الفوضى (كاوس) ومن هذه الحالة خلقت حسب هيسيود غايا (الأرض) التي ولدت أورانوس (السماء) وبونتوس (البحر) وإيروس .
تجامعت غايا مع أورانوس وولد ثلاثة سكالبة ودزينة (12) تيتانيين كان أصغرهم كرونوس الذي تزوج من أخته ريا[وصلة مكسورة] وولدا كبير الآلهة زيوس .